# Standardne knjižnice (CLI)
Standardne knjižnice CLI so standardne knjižnice komponente Common Language Infrastructure (CLI), ki je sestavni del ogrodja .NET. CLI vključuje standardne knjižnice, ki vsebujejo veliko število občajnih  funkcionalnosti za razvoj aplikacij na področju informacijskih tehnologij, npr. branje in zapisovanje datotek, manipulacija z dokumenti v XML, ravnanje z izjemami, internacionalizacija (prevajanje in upoštevanje jezikovnih značilnosti), mrežna komunikacija, večnitno programiranje, introspekcija in številne druge.
Obsežen nabor osnovnih knjižnic, katerih aplikacijski programski vmesniki so standardizirani, zelo olajša delo programerjev. Obseg knjižnic je veliko večji od standardnihknjižnic večine drugih jezikov, na primer C++, in je po obsegu in pokritju funkcij primerljiv s standardnimi knnjižnicami jezika java.
Iz zgodovinskih razlogov je Framework Class Library (FCL) izvor standardnih knjižnic, ker je ogrodje .NET (ki vključuje FCL) prvotna implementacija CLI.

## Knjižnice

### Base Class Library
Base Class Library (BCL) je preprosta osnovna knjižnica, ki služi kot standard za izvajalsko knjižnico jezika C# in je ena izmed standardnih knjižnic CLI. Knjižnica vsebuje vgrajene tipe CLI, osnovni dostop do datotek, specifične atribute, varnostne atribute, manipulacijo z nizi, formatiranje izhoda, vhodnoizhodne tokove ("streams"), zbirke in ostale osnovne stvari.
Knjižnica definira naslednje imenske prostore: